# Kostel Proměnění Páně (Pacelice)
Kostel Proměnění Páně se nachází na vrchu Křesovec u vesnice Pacelice (části obce Škvořetice) na Strakonicku. Od roku 1958 je chráněn jako kulturní památka České republiky. Barokní poutní kostel byl zřejmě vystavěn podle plánů architekta K. I. Dientzenhofera v letech 1763–1765. 
Kostel byl ve vlastnictví spolku Omnium, který dluží miliony korun a byl v konkurzu. Kostel je od 25. září 2024 ve vlastnictví spolku Křesovec z.s.

## Historie
Původně na místě stávala menší kaple, kterou v 60. letech 18. století nahradil nový barokní kostel. O stavbu se zasloužila hraběnka Marie Alžběta Serenyiová. Kostel byl vystavěn pravděpodobně podle plánů K. I. Dientzenhofera nebo jeho žáků. Sláva poutního místa ale trvala jen do vlády Josefa II. Kostel časem velmi zchátral. Oprav se ujal až v roce 1938 majitel škvořetického zámku JUDr. Novák.

## Stav
Kostel se nachází v havarijním stavu. Střechou zatéká, vnitřní omítky jsou opadané. Okna jsou vytlučená, vchody zazděné.

## Vlastnictví
Kostel byl ve vlastnictví spolku Omnium, jehož zakladatelem je Jakub Děd. Spolek v roce 2019 získal od ministerstva kultury dotaci 600 tisíc korun na opravu kostela. Peníze využil jinak, čímž podmínky dotace porušil. Peníze však nevrátil.
V obcích Pacelice a Škvořetice vznikl v roce 2022 spolek Křesovec z.s., který si vzal za svůj cíl kostel Proměnění Páně zachránit a vrátit ho zpět do života. Téměř po dvou dvou letech se spolku podařilo získat kostel do vlastnictví. Stalo se tomu 25.9.2024 v Českých Budějovicích po podpisu kupní smlouvy mezi insolvenčním správcem zastupující zkrachovalou společnost Omnium a spolkem Křesovec z.s. a po následném vkladu na katastr.